# حكومة العطار
حكومة العطار، كانت حكومة مؤقتة بالوكالة، جاءت امتدادًا لحكومة العطاس الثانية، وذلك من خلال تعديل حكومي بموجب قرار جمهوري أصدره الرئيس علي عبد الله صالح في 9 مايو 1994م قضى بعزل حيدر العطاس رئيس الحكومة وبعض وزراء الحزب الاشتراكي اليمني، وتكليف محمد سعيد العطار القيام بمهام رئيس الوزراء، وتعيين وزراء جنوبيين بدلًا من الوزراء المعزولين،
وقد تم هذا الإجراء في خضم أزمة سياسية حادة وبداية صدامات عسكرية طاحنة، بسبب المساعي الدولية التي قادها زعماء الحزب الاشتراكي اليمني منذ أوائل 1994م في محاولة منهم لفصل الجنوب عن الشمال من جديد وإلغاء الوحدة الاندماجية التي قامت بين الشطر الشمالي والشطر الجنوبي من اليمن في 22 مايو 1990م. ومن بين الوزراء الجدد الذين انضموا لحكومة العطار، عبد ربه منصور هادي وزيرًا للدفاع بدلًا عن هيثم قاسم طاهر وعبد القادر باجمال نائبًا لرئيس الوزراء بدلاً عن محمد حيدره مسدوس، وأحمد مساعد حسين وزيرًا للنقل بدلًا عن صالح عبيد أحمد.
وكان علي سالم البيض نائب رئيس مجلس الرئاسة اليمني، قد أعلن بيان الانفصال وقيام جمهورية اليمن الديمقراطية في 21 مايو 1990م (وهي غير جمهورية اليمن الديمقراطية الشعبية الشطرية السابقة). بعد 10 أيام من إعلان الانفصال، أعلن البيض في 2 يونيو 1994م عن تشكيل حكومة انفصالية في عدن مكونة من 30 وزيرًا برئاسة العطاس، الأمر الذي أدى إلى توسع رقعة الحرب ونشوب حرب شاملة في جميع أنحاء جنوب وشرق اليمن سُميت بحرب صيف 94. غير أن الدولة والحكومة الجديدتين التي أعلنهما البيض وُلدتا ميتتين كونهما لم تحضيان بدعم شعبي جنوبي واسع ولا باعتراف المجتمع الدولي، وفشلت محاولة الانفصال بسقوط مدينة المكلا في 4 يوليو 1994، وهي التي فر إليها البيض بعد إعلان الانفصال، ثم سقطت بعدها بيومين مدينة عدن التي أعلنها البيض عاصمة لجمهورية اليمن الديمقراطية الجديدة، وأعلن عن انتهاء الحرب في 7 يوليو 1994م.
وقد استمرت حكومة العطار المؤقتة حتى 5 أكتوبر 1994م، عندما تشكلت بدلاً عنها حكومة جديدة في 6 أكتوبر برئاسة عبد العزيز عبد الغني، وشغل العطار فيها منصب نائب رئيس الوزراء ووزير للصناعة.